# Schupfenschlag
Schupfenschlag ist ein Gemeindeteil der kreisfreien Stadt Bayreuth im bayerischen Regierungsbezirk Oberfranken. Schupfenschlag liegt in der Gemarkung Bayreuth.

## Geografie
Schupfenschlag liegt im Norden von Bayreuth und grenzt im Norden an den St. Georgener Forst und an die Gemeinde Bindlach (Gemeindeteil Stöckig), im Osten an das Bayreuther und das Bindlacher Industriegebiet, im Süden an die Bayreuther Stadtteile Opelsgut und Hussengut und im Westen an die Bayreuther Klinik Hohe Warte.
Der Weiler ist nach dem Berg Schupfenschlag benannt, der nördlich der Erhöhung Hohe Warte liegt und durch den die Straße Schupfenschlag führt. Schupfenschlag ist ein aus einigen Bauernhöfen und Kleingärten bestehender Ort.

## Geschichte
Schupfenschlag wurde in der ersten Hälfte des 19. Jahrhunderts auf dem Gemeindegebiet von Crottendorf gegründet. Am 1. April 1939 wurde Schupfenschlag nach Bayreuth eingemeindet.

### Einwohnerentwicklung
| Jahr      | 001861 | 001871 | 001885 | 001900 | 001925 | 001950 | 001961 | 001970 | 001987 |
| Einwohner | 20     | 22     | 36     | 33     | 48     | 50     | 49     | 42     | 26     |
| Häuser    |        |        | 5      | 5      | 7      | 5      | 7      |        | 6      |
| Quelle    | [ 8 ]  | [ 9 ]  | [ 10 ] | [ 11 ] | [ 12 ] | [ 13 ] | [ 14 ] | [ 15 ] | [ 1 ]  |

## Religion
Schupfenschlag ist evangelisch-lutherisch geprägt und nach St. Bartholomäus (Bindlach) gepfarrt.